# Сингаї (Коростенська міська громада)
Сингаї́ — село в Україні, в Коростенському районі Житомирської області. Населення становить 608 осіб.

## Назва села та її походження
За милозвучність назву села Сингаї та річки Синявка пов'язують з прикметником «синій»: сині гаї (сингаї), синє небо, що віддзеркалювалось у водах річки[джерело?].

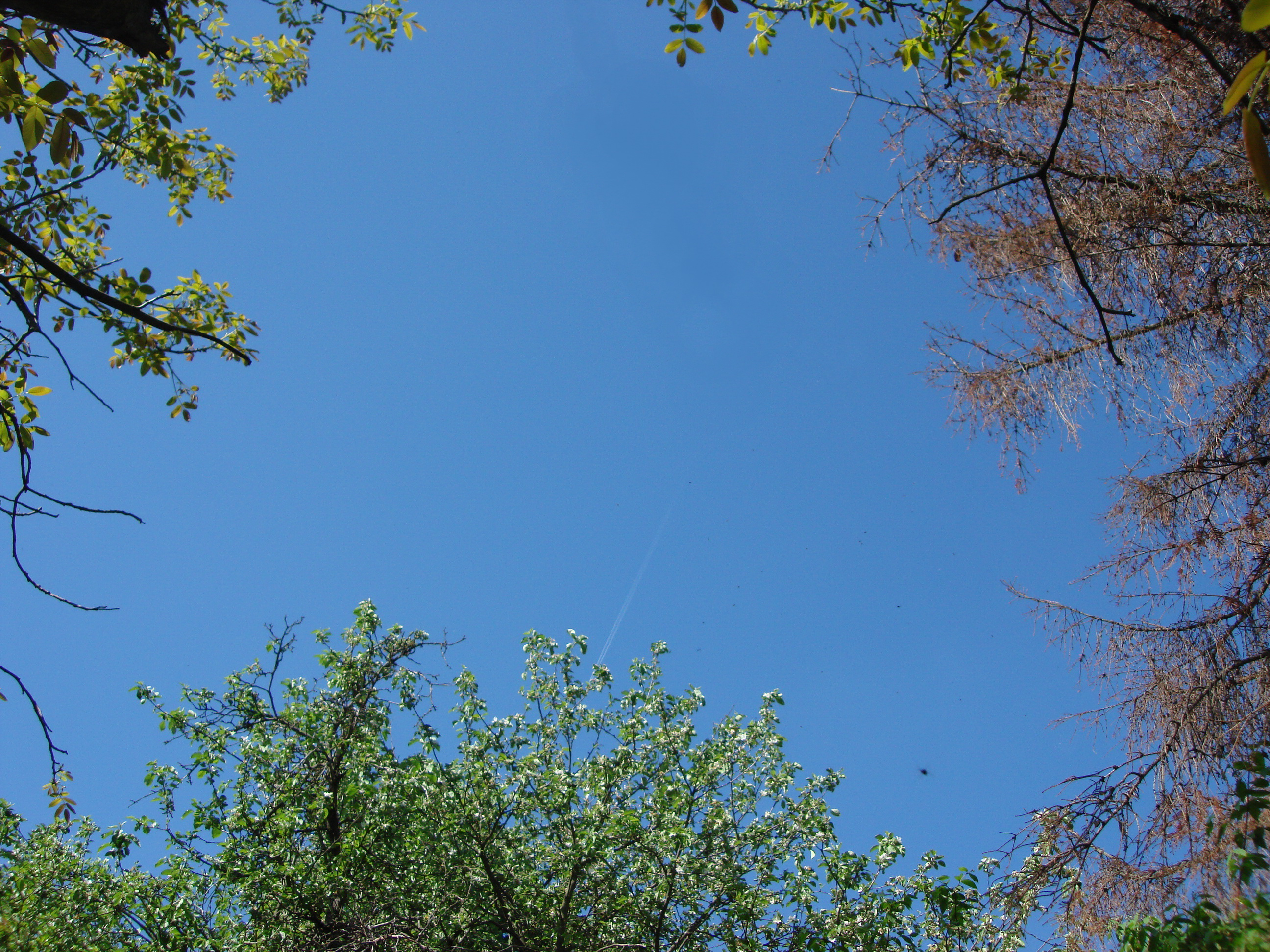
Небо над селом

Дослідник назв селищ на витоках річок України Костянтин Тищенко припускає, що назви села Сингаї та річки Синявка, ймовірно відходять до кельтських ойконімів і мають загадкову основу Син-, пов'язану з апелятивом кімр. sinach — «неужиток, непридатна земля», «суха ділянка на болоті; смуга неораної землі, особливо як межа».
Польські дослідники-укладальники Географічного словника Королівства Польського (1880—1902) вказують на татарське походження назви села — Synhaj — «втрата, пустота», яке трансформувалось в Synhaje. Можливо це було пов'язане з місцем сплати данини при в'їзді до столиці древлян Іскоростеня, так як на давніх мапах саме через село пролягала дорога до міста. Про тюрське походження назв села та річки можуть свідчити також назви річок та поселень, що й на сьогодні існують за Уралом на території Російської Федерації, як то Сынгай — Сунай — Сунгай.
На топографічних картах 1868 року село згадується під назвою Сингай
В оперативному зведенні від 17 листопада 1943 року Радянського Інформбюро щодо наступальних операцій Радянської Армії село згадується під назвою Сынгай.
Сучасна назва села українською мовою — Сингаї, у транслітерації англійською мовою — Synhai, у латиничній транскрипції — [syngaji].

## Постаті
- Камінський Петро Григорович (1950—1995) — український вчитель, поет, журналіст.
- Васи́ль Луки́ч Юхимо́вич (12 липня 1924 — 20 липня 2002) — радянський та український поет і журналіст. Заслужений діяч мистецтв України (1999).
- Шленчак Володимир Володимирович (1976—2014) — старший солдат Збройних сил України, учасник російсько-української війни.
- Шутенко Роман Юрійович (1984-2022), військовослужбовець Збройних сил України, стояв на захисті України. 04 липня 2022 року посмертно нагороджений орденом «За мужність» ІІІ ступеня та відзнакою Коростенської міської територіальної громади «За МУЖНІСТЬ та ВІДВАГУ», посмертно[6].

## Розташування
Село розташоване на історичній древлянській землі Житомирського полісся, за 5 км на схід від районного центру м. Коростеня, у невеликій низині по обидва береги чарівної річки Синявки, у верхній течії якої, через дорогу, воно межує із селом Грозине.

## Історія
Точна дата заснування села невідома, але за переказами сільчан, його історія сягає часів князівства древлянського князя Мала, його протистояння за незалежність від київського князівства.
Як спогад про ті далекі часи було болото Гале, що розлягалось по ліву сторону від дороги Сингаї (Грозине)-Коростень, до пересічення з дорогою на Щатрище. Його появу місцеве населення пов'язувало з місцем стоянки кінноти княгині Ольги, під час облоги в 945 році столиці древлян Іскоростеня, як помсту за вбивство свого чоловіки Ігоря.
Однак, у середині 80-х років ХХ століття, без урахування місцевої легенди-переказу, болото без дослідження було осушене, і на сьогодні там розмістився дачний кооператив.
Дослідник Фехнер М. В. припускає, що в Х ст. село Сингаї, поблизу якого зафіксована «Могила Ігоря», грало конкретну роль — ординарне місце збору данини й відпочинку (якраз там, в певному місці, древляни й чатували на великого князя київського та його «малу» дружину).
У Географічному словнику Королівства Польського та інших слов'янських теренів і матеріалах Російського державного історичного архіву село згадується з 1449 року під назвою Великі Сингаї Овруцького повіту Волинської губернії, тому що на той час в уїзді було ще одне село з такою ж назвою — Сингаї.
У 1926 році, при формуванні нових адміністративних одиниць, Великі Сингаї відійшли до Коростенського району і отримали скорочену назву — Сингаї, а другі Сингаї відійшли до Народицького району і зберегли свою стару назву. Певний час Малими Сингаями називалося село Шатрище (Антонович «Архіви Юго-Западной Руси»).
В історичному нарисі «О происхождении шляхетских родов Юго-Западной России» зазначається, що перші шляхетські села у центральній частині Українського Полісся виникають у давньоруський період (ХІ — ХІІІ ст.). Вже тоді тут існують Мелені (басейн Тетерева, р. Ірша), Білка, Дідковичі, Недашки (басейн Ужа), Сингаї, Бехи, Михайлівка, Васьковичі (басейн Прип'яті), Левковичі (Овруцький кряж, басейн р. Словечни і Норині).
Після ревізійної поїздки Волинським краєм 5 грудня 1838 р. волинський губернатор О.Маслов написав російському царю про шляхту, про існування якої в столиці Російської імперії майже нічого не знали: не про чиншову шляхту, яка сплачує податок землевласнику, а про околичну, яка живе з обробітку власного клаптика землі (Зауська Овруцька шляхта). Він вказував, що на Волині (райони сучасної Житомирської області: Овруцький, Коростенський, Народицький, Малинський, Лугинський, Олевський) є багато бідних шляхтичів, котрі, на відміну від інших, живуть цілими селами, які називаються околицями, і доповнює: «Сумно дивитися на цих людей, які не відрізняються від селян ані ментальністю, ані способом життя, не платять податків, не підлягають державній службі, користуючись дворянськими привілеями». Ці люди говорять по-малоросійські, однак вони, незважаючи на бідність, живуть гідно й чисто, крім тих, що мешкають по лісах у «курных избах».
Вчені в цілому сходяться на думці, що овруцька околична шляхта — це боярство XIV ст. (цим терміном позначався увесь спектр соціальних рівнів), віддані слуги останніх київських князів, які на нижчих ієрархічних щаблях вельми нагадували дружину колишнього Київського князівства, а переживши монгольську навалу, володіли на момент переходу під руку великого князя литовського більшою чи меншою земельною ділянкою. Київський князь Володимир Ольгердович (1363—1394) розселив її в одному місці, виділивши землі, призначені під ординську службу. Зауські шляхтичі під час військових походів були зобов'язані ставити намети для київського воєводи.
У 1570 р. делегація зауських бояр, серед яких були й старшини сіл Сингаї, Пашини (нині один з районів Коростеня), Шатрище, Новаки, Купеч, Великий Ліс та Ходаки відбула до Варшави до короля Сигізмунда-Августа й добилася від нього грамоти про підтвердження своїх прав і вольностей, дарованих їм раніше, чим отримала для сільчан статус шляхти (вільних міщан), які в подальшому не окріпачувались.
У реєстрі збору бояр на військову службу Польсько-Литовського королівства від 1572 року серед інших реєстрових козаків значаться жителі с. Сингаї.
Правовий статус зауських бояр як шляхтичів остаточно оформився у 2-й половині XVI ст.
У середньовічних документах згадуються такі роди околичної шляхти: Баранівські, Бехи, Болсуновські, Білоцькі, Васьковські, Верповські, Волковські, Виговські, Гаєвські, Гошовські, Дідковські, Закусили, Каленські, Кобилінські, Кончаковські, Коркушки, Костюшковські, Левківські, Макаревичі, Меленевські, Невмерицькі, Недашківські, Пашинські, Сингаївські, Толкачі, Ущаповські, Ходаківські, Чопівські, Шваби. Менші за чисельністю були роди Бильських, Пашковських, Стемповських, Думінських, Духовських, Словенських, Змієвських, Корчевських, Чулаївських, Шишнаревичів, Пригарлинських, Скаржинських, Потопальських, Редчичів, Ярмолинських та інші.
Яскрава сторінка історії околичної шляхти — її боротьба на захист православ'я, проти окатоличення жителів краю. Особливої гостроти ця проблема набула після приєднання Правобережної України до Польщі. Вони брали участь у неодноразових збройних виступах, у тому числі військових змаганнях під проводом Богдана Хмельницького.
Жителі околичних сіл мало чим відрізнялися від селян. Вони займалися землеробством, дуже рідко використовуючи найману працю. жили зовсім не як дворяни і не відрізнялися від селян ні одягом, ні освітою.
На топографічній карті 1868 року генерального штаба підполковника Стрильбицкого І. А. вказано, що на той час у селі Сингай було до 40 домогосподарств та один Господський двір.
Про роки громадянської війни в селі лишились тільки згадки про зупинку в хаті старого Карася Петлюри та Коновальця під час боїв військ УНР за Коростень.
Після приходу до влади більшовиків бути дворянином стало не тільки невигідно, але й небезпечно для життя. Представники околичної шляхти мусили надовго забути про своє шляхетне походження. У пам'яті людській залишилися лише легенди про сховані старійшинами родів від більшовиків грамоти на дворянство. Збереглися обрядові звичаї кожного шляхетського роду — гордість сучасників за діяння їхніх героїчних предків.
Поряд з тим, вільний статус селяни зберегли до 1931 року — періоду масової колективізації в радянській Україні, коли шляхом накладання непосильних податків, під загрозою кримінальної відповідальності та виселення, вони були вимушені віддати землю, тварин, реманент та інше знаряддя праці до колгоспів.
Голод 1932—33 років теж не оминув село; похилі люди померли, а багато дітей вивезено до Коростеня на залізничну станцію, та там і покинуто. В окремих сім'ях скористались можливістю виїзду за межі села за довідками правління колгоспу, буцімто в інтересах колгоспу, зокрема в Росію, та забезпечити сім'ї харчовими посилками, що зрештою вберегло село від вимирання. Але не вберегло колгоспи, де всі тварини вимерли.
Згодом, зважаючи на близькість до м. Коростень, на село почали спускатись рознарядки на виділення людей для робіт на залізничній станції та об'єктах військового гарнізону, зокрема на аеродромі та військових складах у Пашинах (зараз один з районів Коростеня), що теж зіграло немалу роль у спасінні села (військові підгодовували працюючих). Поряд з мешканцями села Немирівка залучались вони і до роботи на відомому сьогодні воєнному об'єкті «Командний пункт „Скеля“» («Скала») у м. Коростень.
У період масових репресій 1936-37 рр. робота в місті врятувала не одного з сімей репресованих, які були виключені з колгоспів.
У період Німецько-радянської війни (07.07.41 — 30.12.43) його мешканці повністю перейшли на натуральне господарство: робочої худобини не було і ні про яке общинне господарство, а тим паче колгоспне, мова йти не могла. Харчувались з городини, що оброблялась лопатами. Мати корову було за велике щастя, тому що поліцаї швидко доносили про наявність худоби німцям, а ті її забирали, у виключних випадках лишали тільки сім'ям з малими дітьми за клопотанням старости. Хто працював до початку війни на залізниці, так і продовжував на ній працювати.

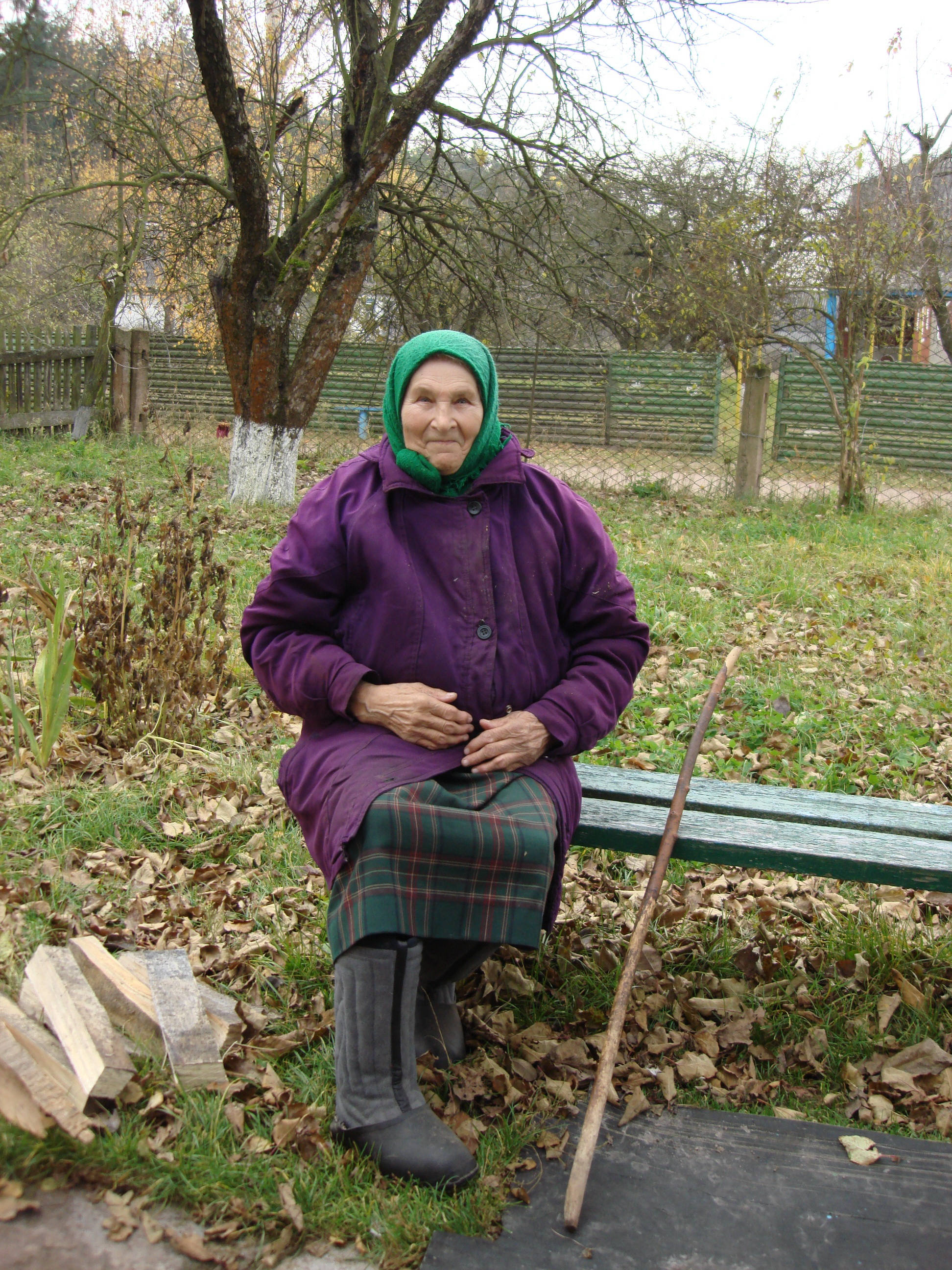
Остарбайтер Камінська Віра

З окупаційних сил у селі розміщувались угорці, інколи навідувались німці. Відділок поліції складався повністю із сільчан, а старостою сіл Сингаї та Грозине був призначений Пухов, завдяки якому селяни пережили війну без розстрілів та репресій. Очевидці згадують, що угорці жили впроголодь і при спілкуванні з місцевими жителями жалілись на знущання та зневажливе до них ставлення з боку німців. Але це не спонукало їх до пограбувань, для здобування харчів вони прибігали до шахрайства.
У 1942 році по Україні прокотилась хвиля вербувань та примусового вивезення молоді до Німеччини. Не оминула вона і сингаївців, але окремим з них удалось уникнути цьому завдяки старості Пухову та лікарю з Коростеньської лікарні Малахову. Після визволення від окупації практично всі сільчани чоловічої статі були мобілізовані до радянської армії, і з них додому майже ніхто не повернувся.
Спалене та пограбоване село відбудовували діди, бабусі та жінки з дітьми. Вони ж за рознарядками відбудовували і Коростень. Колгосп рахувався хіба що на папері, так як ні реманенту, ні худоби не було, а голод 1946—1947 рр. подовжив поневіряння. Його головою було призначено Камінського Якова Лаврентійовича (1894—1976).
До кінця 50-х років колективне господарство охоплювало виключно мешканців села. Але згодом воно було об'єднане з колгоспами сіл Грозине та Немирівка, які отримали статус бригад.

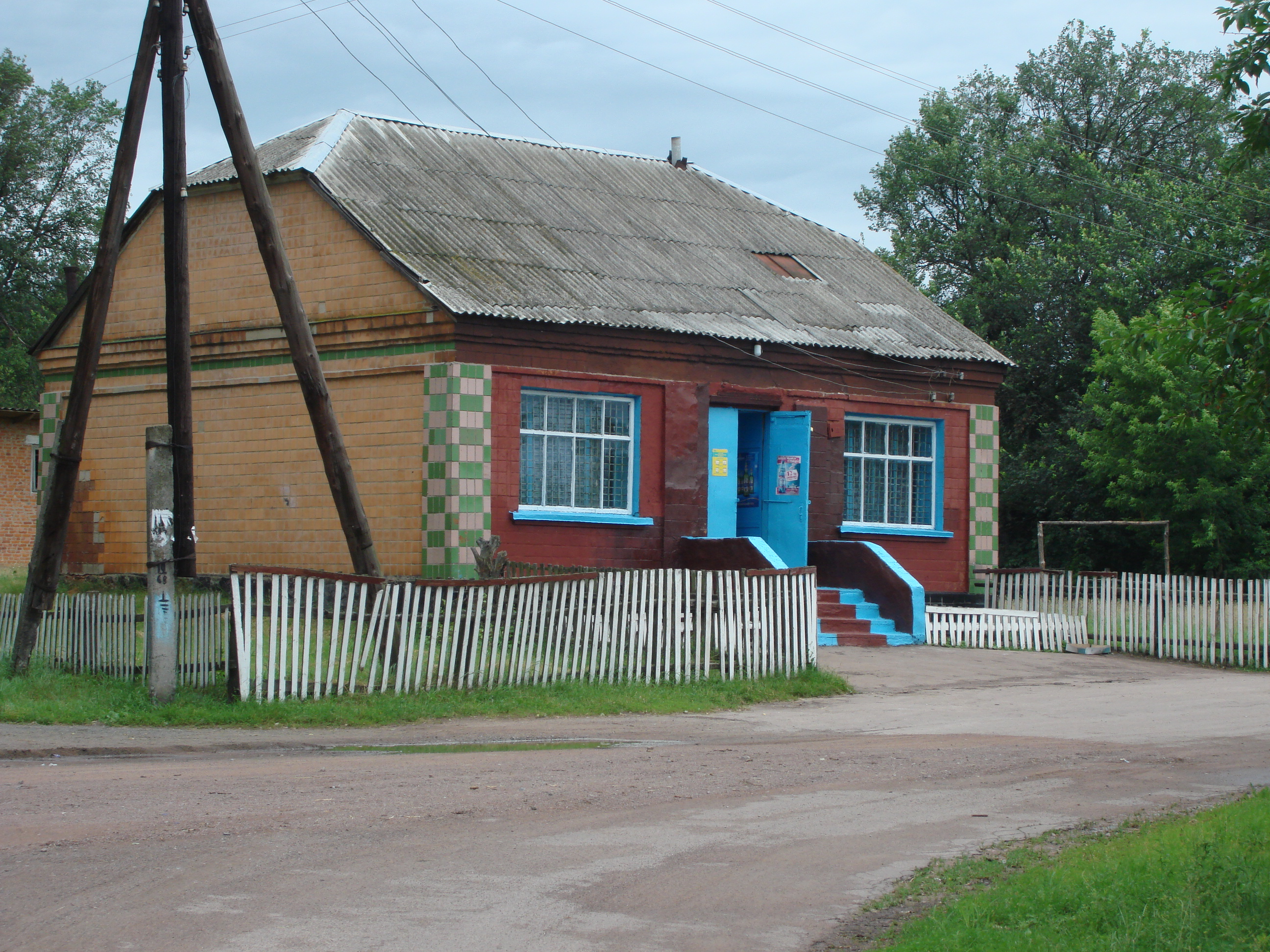
Сільмаг с. Сингаї

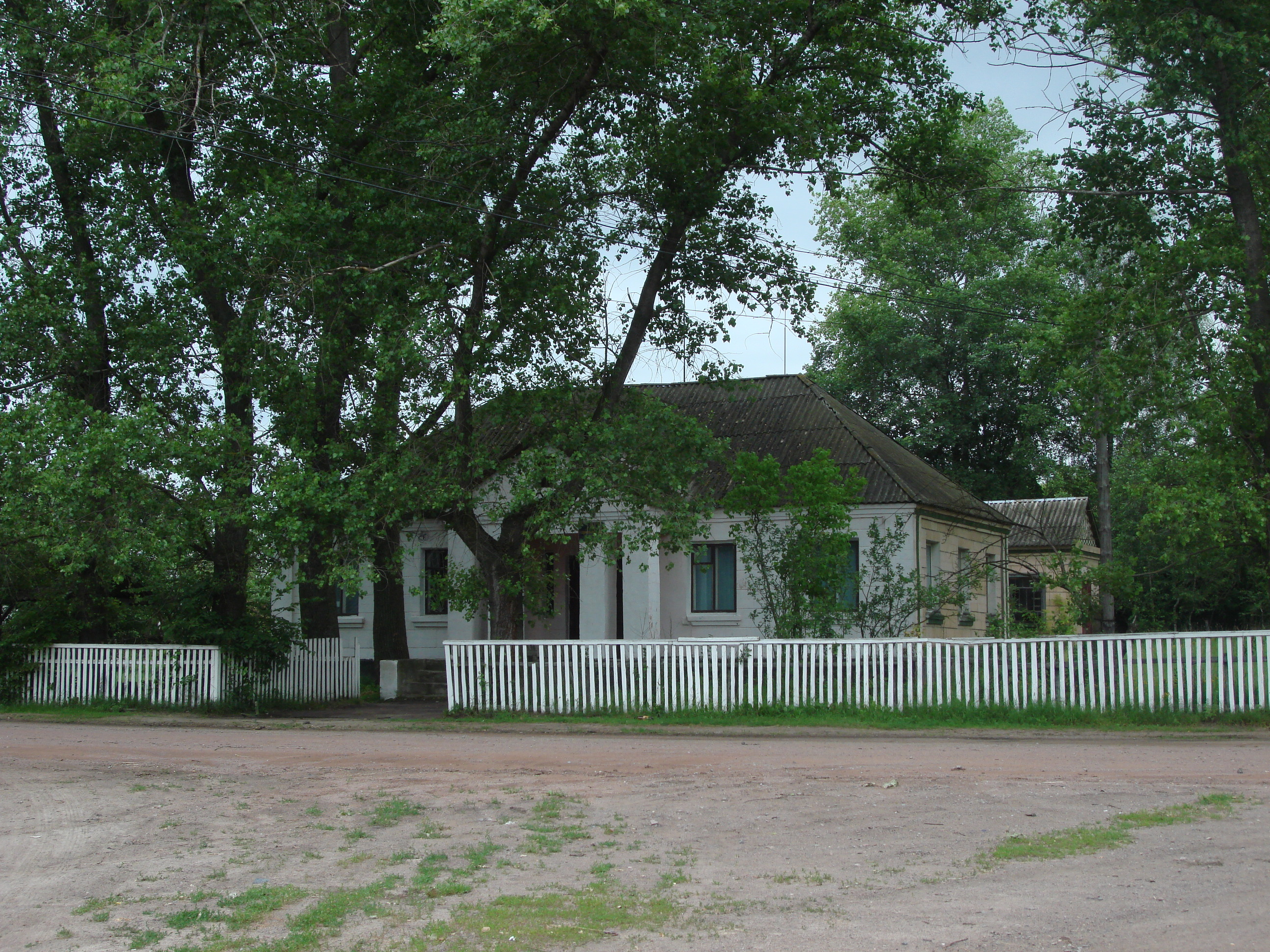
Клуб с. Сингаї

Збільшення таким чином людського ресурсу значно поліпшило економічні показники. У колгоспі вирощували жито, пшеницю, овес, ячмінь, гречку, картоплю, але велика увага приділялась льону, яким засівались всі округи. На фермі під Немирівкою розводили чорнобуру лисицю. Були свої млин, сушарня та молотильня для льону, токи, комори, конюшні, корівники та свинарники.
З'явились новобудови нового сільського магазину та клубу. У цьому клубі, до відкриття у вересні 1963 року Грозинської загальноосвітньої середньої школи, існувала початкова школа, у якій навчались учні з сіл Сингаї та Грозине.
У 1980-х роках колгосп почав переорієнтовуватись на вирощування великої рогатої худоби промисловим способом, але Чорнобильська трагедія 1986 року зупинила цей процес, а розвал СРСР призвів до його повного розпаду. На сьогодні колективні землі розпайовані, частина з них зайнята фермерськими господарствами або здається в оренду, решта облогує.
Занепад сільського господарства був зумовлений також демографічним фактором, коли внаслідок Чорнобильської катастрофи село потрапило до 3-ї зони радіоактивного забруднення, а його мешканцям надано право на гарантоване добровільне відселення, чим частина працездатних осіб з сім'ями й скористалася.
Через відсутність роботи наявна молодь виїжджає на заробітки до Коростеня або Києва, з наступним переселенням до місця роботи. Переважна кількість населення села становлять люди похилого віку, пенсіонери. Воно старіє у прямому та переносному розумінні. З'явились пусті оселі, які частково скупаються для постійного проживання приїжджими та під дачі, у тому числі коростенцями та киянами. А це свідчення тому, що географічне розташування села та його природна енергетика не дадуть йому щезнути з мапи.

## Населення

### Мова
Розподіл населення за рідною мовою за даними перепису 2001 року:
| Мова       | Кількість | Відсоток |
| ---------- | --------- | -------- |
| українська | 593       | 97.53%   |
| російська  | 13        | 2.14%    |
| білоруська | 2         | 0.33%    |
| Усього     | 608       | 100%     |

## Окупація та визволення села в роки другої світової війни
З точки зору воєнної стратегії, географічне розташування села немало ніякої ваги (розташоване в долині, панівні висоти лежать поза його межами), а тому його окупація без бою розпочалася 7 серпня 1941 року моторизованою групою 6-ї німецької армії генерала Рейхенау і першої танкової групи генерала Клейста, яка наступала на Коротстень на хвилі відступу бійців 5-ї армії Південно-Західного фронту.

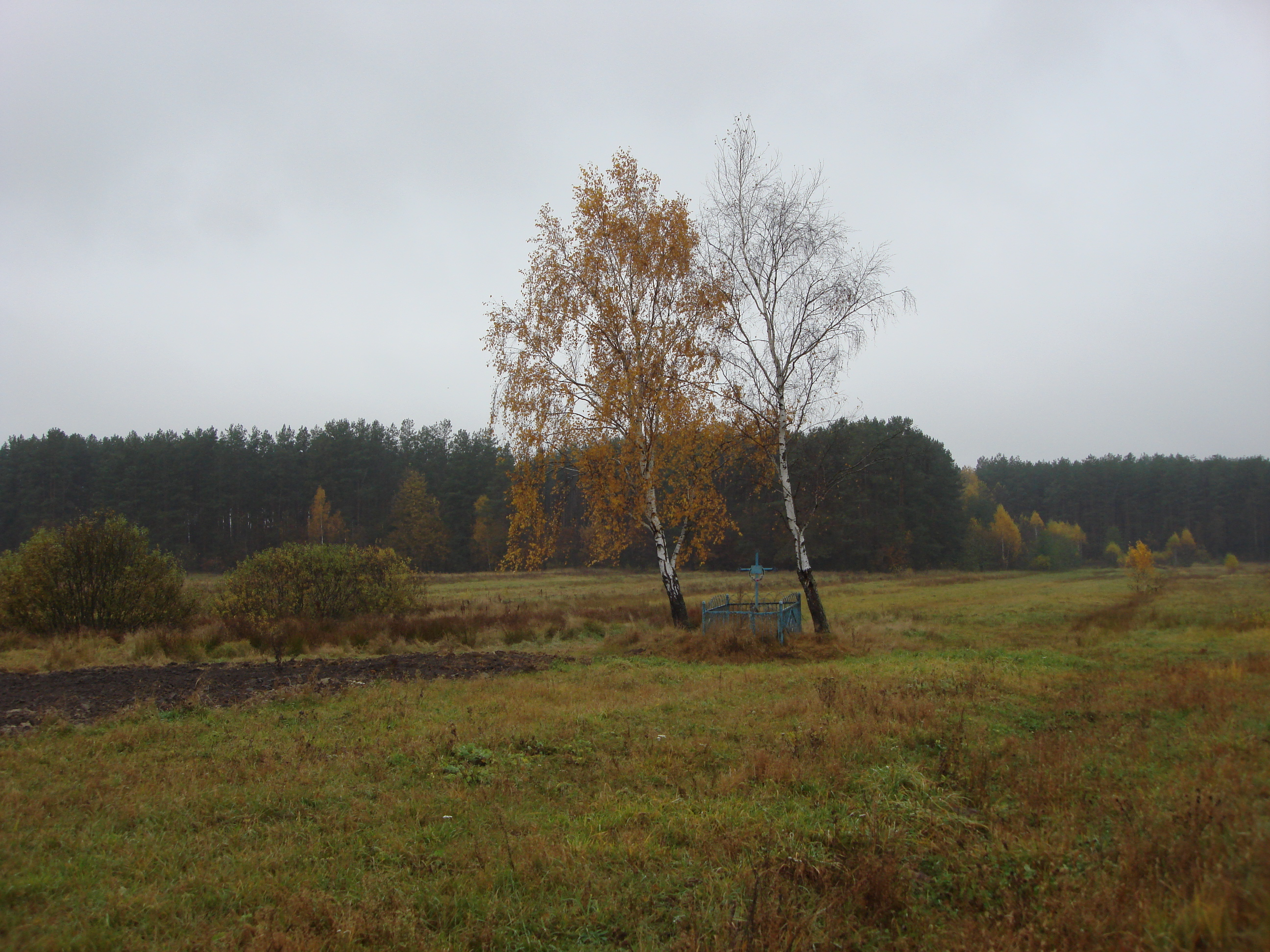

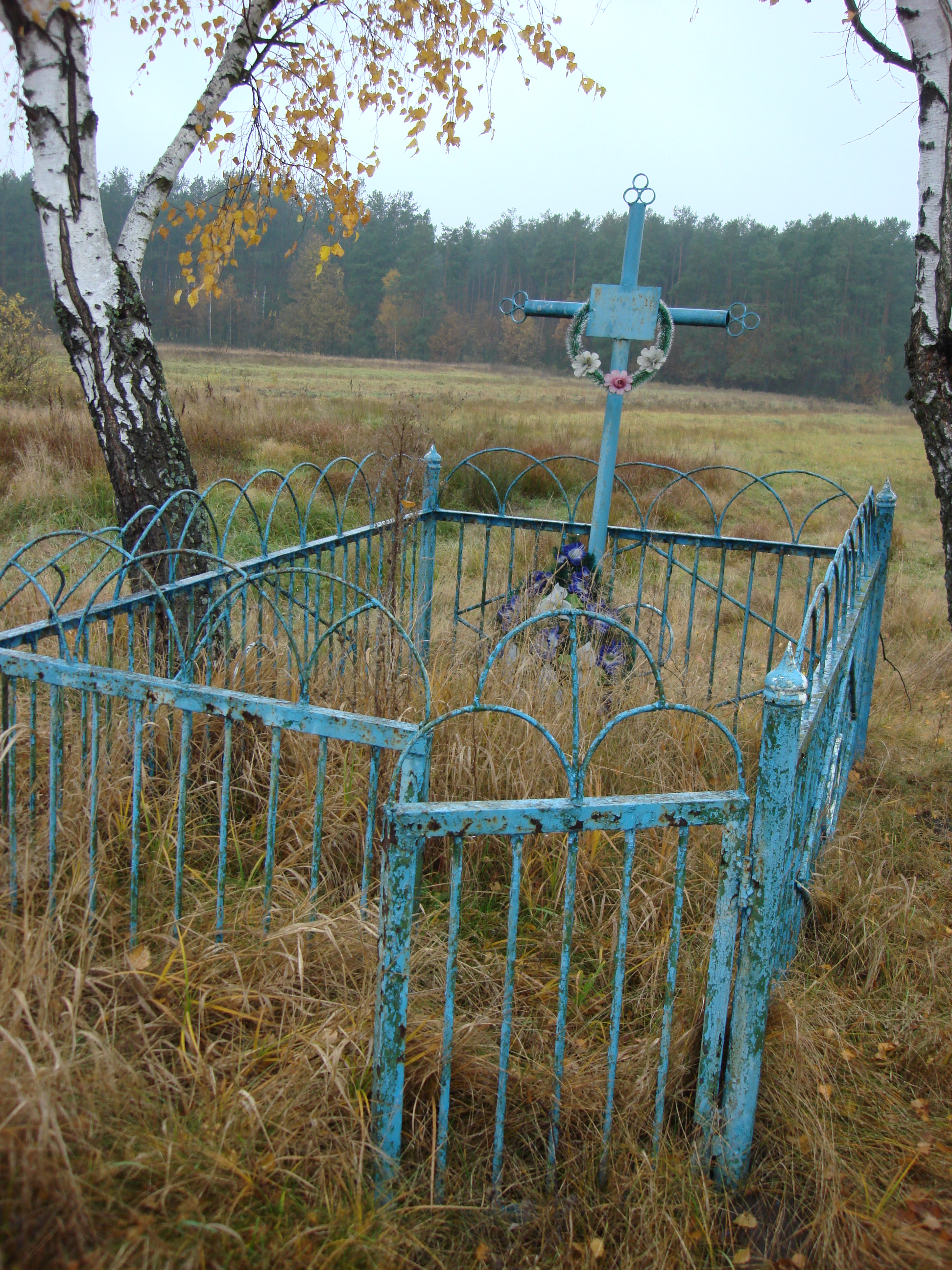

У повітрі до мостів через р. Уж (Уша) та залізничної станції м. Коростень ворога не пускали льотчики, що базувались в с. Пашини (зараз район Коростеня). У одному з таких боїв радянського винищувача було підбито і льотчик вистрибнув з парашутом, але німці розстріляли його в повітрі. Тепер про ті далекі події нагадують перекази сільчан та одинока за селом могила до сих пір невідомого льотчика.
На цьому напрямку літом 1941 року на шляху до Києва 9-ти чи не найкращим дивізіям німецької групи «Південь»: сім піхотних та дві моторизовані — 25-та та СС «Адольф Гітлер», протистоявстояв Коростенський укріпрайон, який захищала 5-а армія під командуванням генерала Потапова, без наземних боїв.
7 серпня, не в змозі отримати будь-якого підкріплення, радянські війська залишили Коростень і зайняли оборону північніше його по лінії Клочки-Жабче-Пашини-Сингаї-Ходаки-Каленське-Мединівка. Тут воїни 124-ї, 193-ї, 195-ї і 200-ї стрілецьких дивізій тримали оборону аж до 19 серпня, поки не було отримано наказ командувача Південно-Західного фронту генерала Кирпоноса про відступ за Дніпро. Генералу Потапову вдалося вивести рештки своєї армії на лівий берег Дніпра.

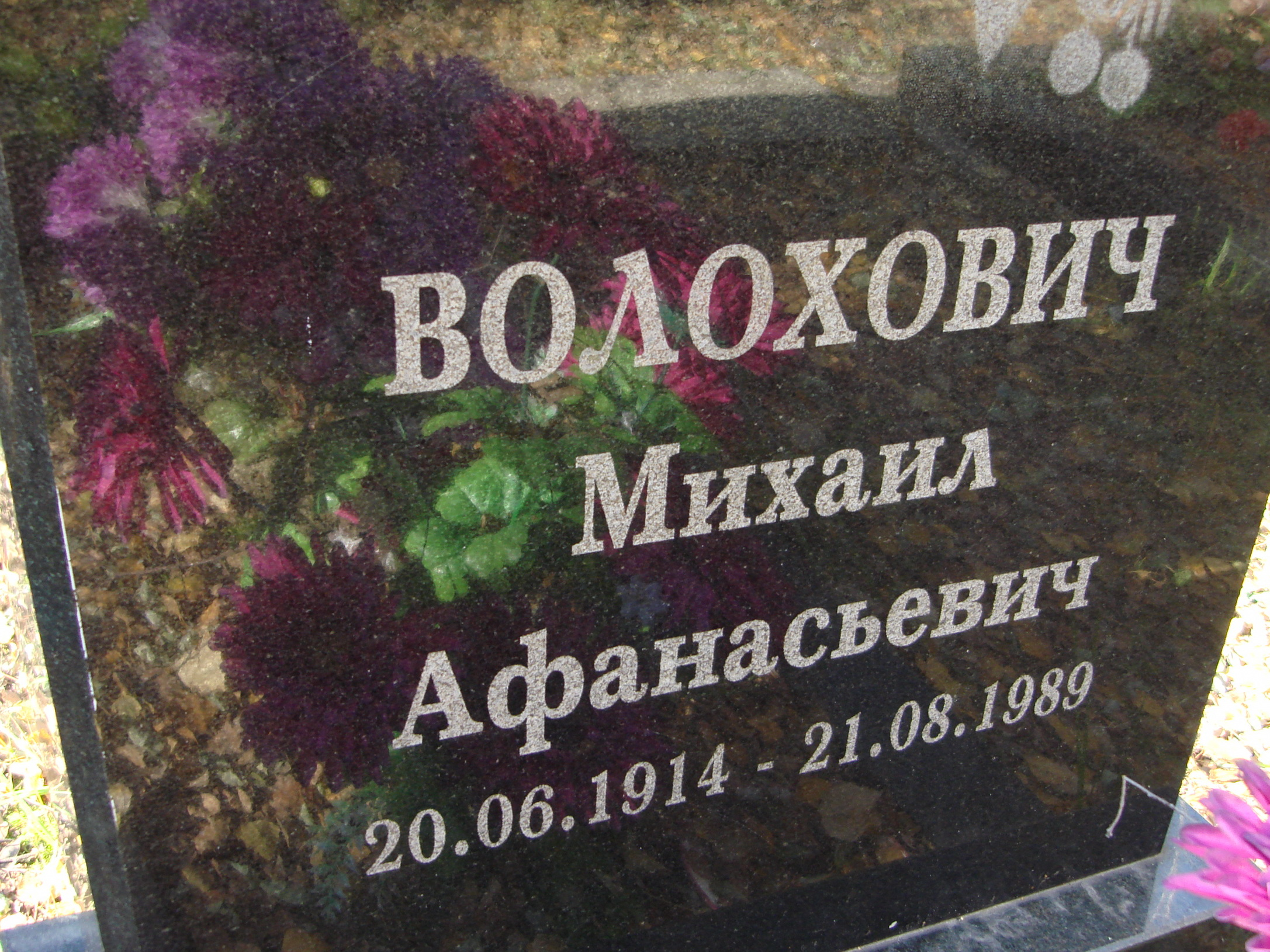

Сингаївець, командир кулеметного взводу молодший лейтенант Камінський (Каменський) Дмитро Михайлович (27.05.15—23.07.98), учасник боїв з японцями біля озера Хасан, за наказом відступав з-під Ємільчино, передньої ланки укріпрайону, через Пашини. Незважаючи на пануючий пригнічений дух відступаючих військ і порад співслуживців дезертирувати, пройшов через терени Німецько-радянської війни до кінця, повернувся пораненим до села, де й дожив достойно пам'ятного віку. Така ж доля спіткала і його фронтовика односельця Волоховича Михайла Афанасійовича (20.06.1914—21.08.1989), артилерійська батарея якого перед відступом стояла за рідним селом у Глинищах. Звабні пропозиції залишитись у селі не стримали молодого юнака від звитяги, а довгі поневіряння шляхами війни, після великої перемоги, вернули до рідного села. Поховані на сільському кладовищі.
Після звільнення 6-го листопада 1943 року Києва війська 1-го Українського фронту під командуванням М. Ватутіна провели стрімкий наступ на Коростень. Після дводенних боїв частини 13-ї армії генерала М. Пухова та 60-ї армії генерала І. Черняхівського 17 листопада визволили м. Коростень та низку довколишніх сіл, серед яких були й Сингаї.

На схемі-наказі командуючий 13-ю армією 1-го Українського фронту генерал-лейтенант М. П. Пухов графічно обґрунтував диспозицію і смуги дій з'єднань армії в операції по визволенню Коростеня і району (зберігається в Центральному архіві Міністерства оборони РФ). Водночас німці не втрачали надію повернутись до Києва і через тиждень шляхом контрнаступу захопили Коростень. Невеликі рештки 226-ї дивізії радянських військ вирвалися з оточеного німцями міста і 27 листопада зайняти лінію оборони по лінії Немирівка-Сингаї-Грозіно-Хотинівка.
Важкі, бої на цій лінії тривали до 28 грудня, а Коростень три рази переходив від німців до Радянської Армії. Після перегрупування Червона Армія поновила наступ на місто. Війська 140-ї, 112-ї і 6-ї гвардійських стрілецьких дивізій і 25-го танкового корпусу, зім'явши ворога біля Новаків та Стремигорода, ввійшли Коростень зі сходу. Сингаї перебувало у смузі наступу 292-го стрілецького полку 181-ї Сталінградської стрілецької дивізії.
Наступного дня місто, а 31 грудня і вся територія Коростенщини була звільнена від нацистських загарбників.
За цих умов лівобережна частина села Сингаї, так звані Ліски, була повністю спалена. За період боїв з 17 листопада по 31 грудня 1943 року смертю хоробрих на землі Коростенщини загинуло майже 6 тис. радянських воїнів. Частина з них, по весні, місцевим населенням була звезена до ближніх сіл та похована у братських могилах. Така могила є і в Сингаях.

## Населення

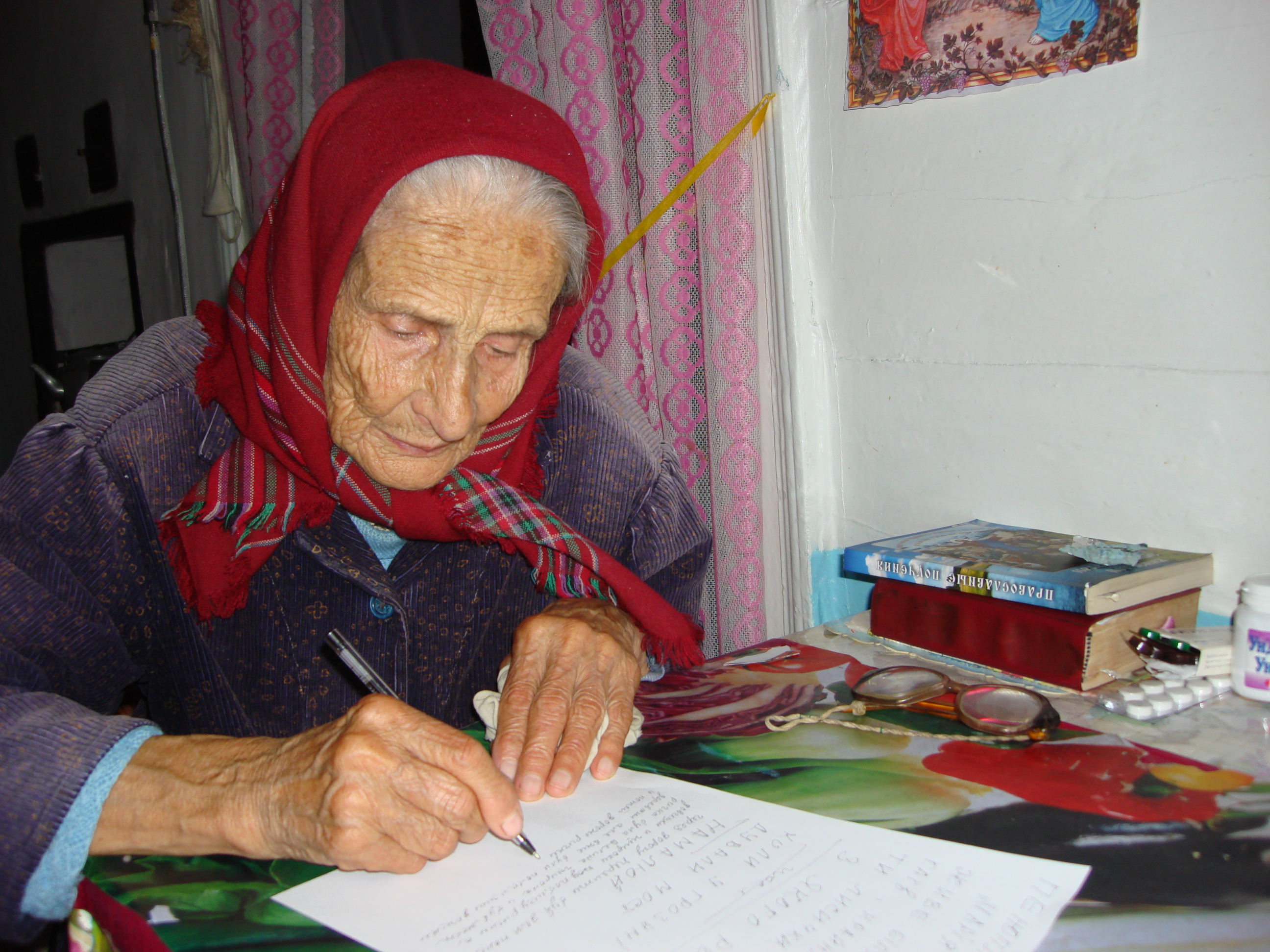
найстаріша мешканка с. Сингаї Камінська Надія Яківна, 12.10.1923 р.н. за спогадами (жовтень 2010 р.)

На початку XX століття село заселяли великі родини Сингаївських та Камінських (Каменські, Каминські), менш чисельні — Волоховичи, Загаровські та Єфимовичи (Юхимовичи), сім'ї євреїв.
Так як новонародженим імена давались при хрещенні на честь святих, то у селі було багато мешканців з однаковими не тільки прізвищами, а й іменами та по батькові, тому в обиході широко використовувались прізвиська. Згодом таке прізвисько визначало наймення певної гілки фамільного роду. У другій половині XX століття село в основному заселяли Карасі (Камінські) та Королі (Сингаївські).
Зважаючи на свій соціальній статус та з метою збереження спадку, шлюби в селі, в основному, здійснювались по лінії однієї родини. Щоб уникнути занепаду роду та забезпечити його робочою силою і відтворення, сім'ї були багатодітні, а шлюби укладались між ріднею не раніше 3-го коліна. Погодження шлюбної пари здійснювалось старійшинами, з урахуванням потреби здорового покоління. За спогадами старожилів села, вони не пам'ятають випадків, коли в таких шлюбах народжувались хворі, а тим паче, розумово відсталі діти.
Поряд з цим, допускалось укладання шлюбів і з вихідцями інших сіл, але одного соціального стану, як то з Пашин, Шатрищ, Купчів, Новаків, Великого Лісу та Ходаків, дотримуючись принципу, що дружина переїзжає до родини свого чоловіка.
Незважаючи на близькість сіл Грозине та Немирівка, до шлюбу з цих сіл нікого не брали і переселятись звідти не дозволяли навіть після 1917 року, адже з часу відміни в 1861 році кріпосного права там проживали нащадки кріпаків, які вважались нижчими за походженням. Перші шлюби та переселення до села були зафіксовані в 1948 році як результат наслідків війни, пережитого голоду 1933-го та післявоєнних років.
Відомо, що вдова з родини Карасів Камінська Марія (мати) спочатку працювала економкою у Грозинського пана Шкорупського (Скорупського), який мав маєток у селі Сингаї, а після смерті у останнього дружини, спочатку доглядала його дітей, а згодом стала його дружиною.
За часів входження до Російської імперії, хлопців із Сингаїв призивали на службу в козацькі загони. Здорові вояки набирались і до Червоної Армії.
Мешканці села, в основному, вели натуральне господарство, надаючи перевагу землеробству: вирощували зернові, коноплю, льон. Були серед них і теслярі, і столяри. Але скудні землі великого достатку не давали і вони йшли на приробіток.
Зокрема, з настанням зими чоловіки покидали село і виїжджали мандрувати селами Житомирщини та Київщини, а окремі добирались до Чернігівщини та Полтавщини. Торгували дьогтем, за що їх прозвали «дьогтярами». Цим вони займались аж до середини 60-х років XX століття. За відсутності чоловіків усе домашнє господарство лягало на жіночі плечі, які довгі зимові вечори присвячували вишиванню та ткацтву — практично у кожній хаті стояли ткацькі верстати. Ткали «радюжки» та «килими». Другі відрізнялись від перших пишністю кольорів та великими розлогими квітами та темному фоні.
Починаючи з 1986 року, у зв'язку з Чорнобильською катастрофою, демографічний стан населення погіршується: смертність переважає над народжуванням, село невпинно «старіє», що призводить до зменшення його чисельності. Діти з села відвідують Грозинську гімназію.

## Мова
Корінне населення с. Сингаї розмовляє із специфічною для поліського села говіркою, що належить до середньополіського говора північного наріччя української мови.

## Релігія
В історичній ретроспективі населення села було православної віри. У той же час, у метричних записах, що зберігаються в Житомирському обласному архіві, зафіксовано реєстрацію новонароджені села як католиків (1830—1916 рр., костьол Воздвиження Святого Хреста Овруцького деканату в с. Ушомир Житомирського повіту) та греко-католиків (1835—1839 рр., церква Святого Іоана Богослова Вигівського деканату в с. Бехи Овруцького повіту).
На теперішній час переважна кількість населення села сповідує християнство і є прихожанами сільської церкви української православної церкви московського патріархату.
Свого часу у селі була Свято-Михайлівська церква, яка в 1959 році, у черговий період наступу атеїстів радянської влади, за невідомих причин згоріла. Тодішня влада заборонила її відновлювати, а згодом на згарищі побудувала двоповерхову будівлю для правління колгоспу та Сингаївської сільської Ради.
Обсаджена столітніми липами церква стояла посеред села на пагорбі, що величаво піднімався над річкою Синявка. Її покрівля спочатку була дерев'яною, як і вся церква, а потім замінена на жерсть, що було не тільки практично, а й свідчило про заможність прихожан. Під час пожежі розпечені листи покрівлі піднялися високо в небо і підхвачені вітром розлетілись над селом. Один з них впав на солом'яний дах школи, що стояла по другий берег річки, через що вона згоріла.
За довготривалими клопотанням про відновлення церкви такий дозвіл було надано і згодом на місці та з матеріалів колгоспної комори було збудовано нову церкву, яка функціонує й понині.
Щорічно на свято Петра до церкви приходили прихожани з навколишніх сіл. Після молитви довкола церкви на покритій килимами траві для них накривався обід. 21 листопада, день [Собор Архистратига Михайла|Михаїла (Михайла)], є престольним святом у селі, коли гостю була рада кожна родина.

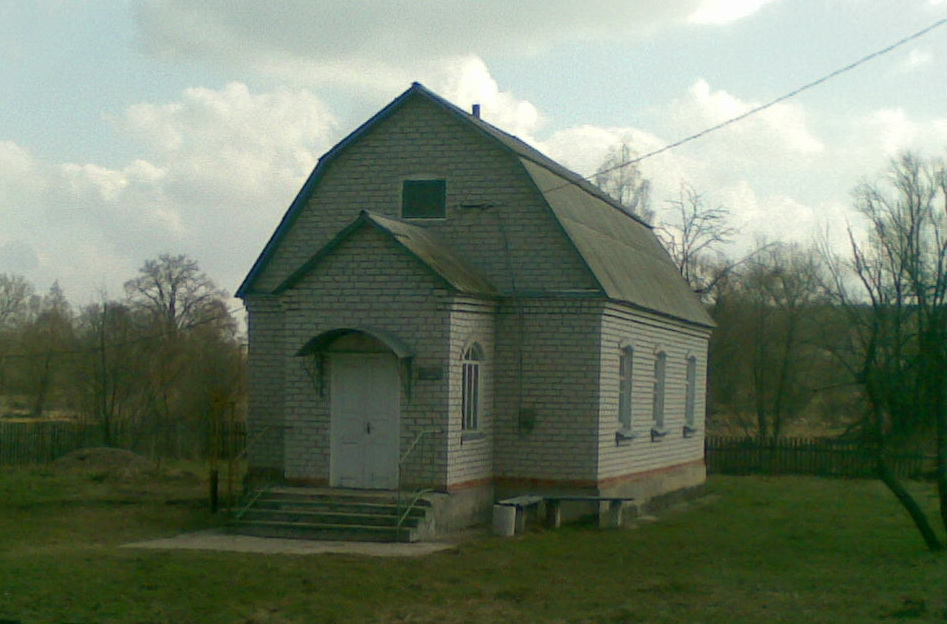
Молільний будинок

Крім православної в селі діє община євангельських християн-баптистів чисельністю близько 30 осіб.

## Традиції

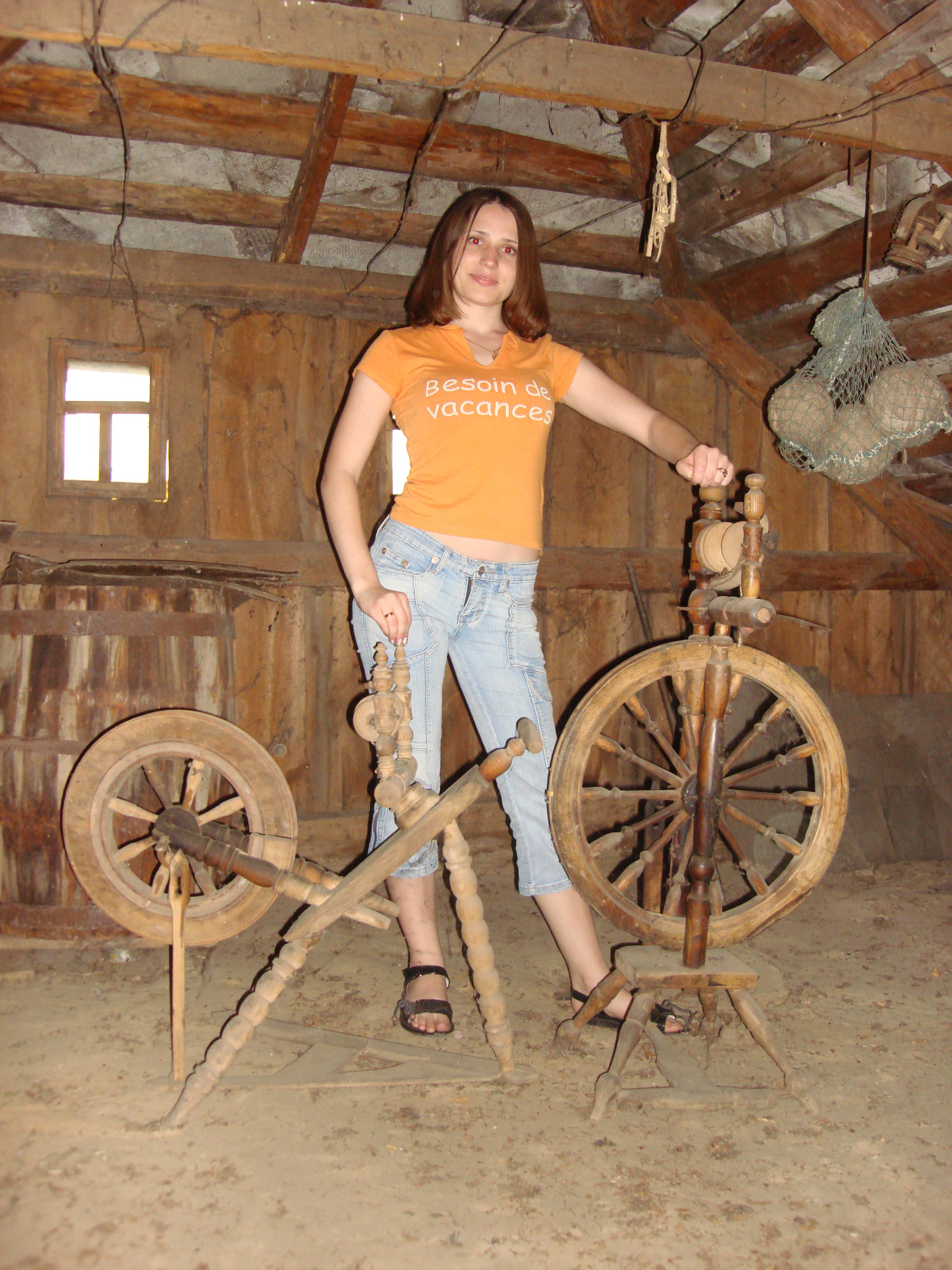
Прядки. Зустріч з далеким

- Фактично до кінця 80-х років XX століття у кожній хаті села стояв ткацький верстат, що передавався з покоління в покоління разом з традиціями ткацтва. На них ткали полотно для вбрання, грубе для мішковини, радюжки та килими для прикраси оселі, приданого нареченої. Нитки для прядіння виготовлялись теж самостійно в основному з льону, зрідка з коноплі та шерсті, застосовуючи веретено для грубих або прядки для тонких ниток. Роботи виконувались у довгі осінньо-зимові вечори під освітленням гасових ламп, так як село було електризоване тільки в 1962 році.

Ткацтвом, як правило, займались дорослі жінки, вишиванням — дівчата та молодиці.
Килими використовувались для прикрашання стін, а радюжками застилали постелі та столи, їх також використовували як покривала на траву, сидіння у возі чи санях, попона для коней.
Рушники використовували для покриття образів з ліками святих та в обрядових ритуалах: народження, христини, заручини, сватання, весілля, похорони
Такі витвори мистецтва прикрашають стіни як старих так і нових хат і сьогодні.
- Ще одна традиція, яку можна спостерігати в сьогоденні, виходить від прапращурів і стосується похованні померлих. Полягає вона в тому, що могили як на цвинтарі так і на кладовищі села орієнтовані виключно на схід.

Свій останній притулок на Сингаївському кладовищі знайшли відомі та заслужені в окрузі особи:
| Ім'я                            | Короткі відомості | Рік смерті | Портрет | Надгробок |
| ------------------------------- | --- | ---------- | ------- | --------- |
| Мільчуцький Валентин Сергійович | Перший директор Грозинської загальноосвітньої середньої школи, Заслужений вчитель Української РСР                                                                                          |            |         |           |
| Носенко Григорій Йосипович      | Завуч Грозинської загальноосвітньої середньої школи, Заслужений вчитель Української РСР, Учасник німецько-радянської війни                                                                 | 2002       |         |           |
| Мольдерф Лариса Тимофіївна      | Вчителька Грозинської СЗШ І-ІІІ ступенів, відмінник освіти УРСР (1987 р.), за плідну роботу в Малозубівщинській і Грозинській школах в 1997 році отримала грант ISSEP в номінації „Хімія”. | 2022       |         |           |

## Люди та культура

с. Сингаї, родинна хата письменника Юхимовича В. Л., весна 2010 року

У селі 12 липня 1924 р народився український письменник Василь Лукич Юхимович (Єхимович, Єфимович). Закінчив Вінницький педагогічний інститут. Член Спілки письменників (з 1956 р.), учасник німецько-радянської війни, Заслужений працівник культури України, заслужений діяч мистецтв України, лауреат літературних премії «Пам'ять» та премії ім. Остапа Вишні, нагороджений медалями та Почесними Грамотами Президії Верховної Ради УРСР та Чувашії. На початку жовтня 2008 року в селі було відкрито Хату-музей Василя Лукича Юхимовича.

## Літературна премія імені Василя Юхимовича
Літературна премія імені Василя Юхимовича, уродженця села Сингаї — одна з найпрестижніших в Україні творчих відзнак за вагомий внесок у розвиток української літератури, поезії, прози та літературної критики. Премія імені Василя Юхимовича була започаткована відомим українським письменником, Заслуженим журналістом України, членом Національної спілки письменників України та Національної спілки журналістів України Віктором Васильчуком. Голова Оргкомітету Премії Юхимовича — Микола Сингаївський, заступник голови Оргкомітету премії Юхимовича — Віктор Васильчук.